# Debreceni EAC (lední hokej)
Debreceni EAC (celým názvem: Debreceni Egyetemi Atlétikai Club) je maďarský klub ledního hokeje, který sídlí v Debrecínu v župě Hajdú-Bihar. Oddíl patří pod sportovní organizaci Debreceni Egyetemi Atlétikai Club. Založen byl v lednu 2018, členem Maďarského svazu ledního hokeje se stal v témže měsíci. V květnu 2018 se organizace stala úspěšně členem maďarské nejvyšší soutěže. Jejím účastníkem se tak stala od sezóny 2018/19. Klubové barvy jsou tmavě modrá a žlutá.
Své domácí zápasy odehrává v hale Debrecen Jégcsarnok s kapacitou 500 diváků.

## Přehled ligové účasti
Zdroj:
- 2018– : MOL Liga (1. ligová úroveň v Maďarsku / mezinárodní soutěž)